# Camille Benjamin
Camille Benjamin (* 6. Februar 1966 in Cleveland, Vereinigte Staaten) ist eine ehemalige US-amerikanische Tennisspielerin.

## Biographie
Camille Benjamin ist die Tochter panamaischer Immigranten, deren Eltern ihrerseits aus Jamaika nach Panama ausgewandert waren. Ihr Vater, Carl Benjamin, war Mathematikprofessor am Bakersfield College.
Während ihrer Karriere konnte Benjamin im Einzel und im Doppel jeweils drei Finale auf der WTA Tour erreichen, wovon sie je eines gewinnen konnte. Bei Grand-Slam Turnieren war ihr größter Erfolg der Einzug ins Halbfinale der French Open 1984, wo sie sich allerdings Chris Evert klar mit 0:6, 0:6 geschlagen geben musste.

## Erfolge

### Einzel

#### Turniersiege
| Nr. | Datum         | Turnier   | Kategorie   | Belag     | Finalgegnerin | Ergebnis      |
| --- | ------------- | --------- | ----------- | --------- | ------------- | ------------- |
| 1.  | 24. Juli 1994 | Salisbury | ITF $25.000 | Hartplatz | Liezel Huber  | 3:6, 6:2, 6:1 |

#### Finalteilnahmen
| Nr. | Datum              | Turnier        | Kategorie | Belag     | Finalgegnerin  | Ergebnis |
| --- | ------------------ | -------------- | --------- | --------- | -------------- | -------- |
| 1.  | 15. September 1985 | Salt Lake City | WTA       | Hartplatz | Stephanie Rehe | 2:6, 4:6 |
| 2.  | 18. Oktober 1987   | San Juan       | WTA       | Hartplatz | Stephanie Rehe | 5:7, 6:7 |

### Doppel

#### Turniersiege
| Nr. | Datum              | Turnier | Kategorie | Belag     | Partnerin          | Finalgegnerinnen                         | Ergebnis |
| --- | ------------------ | ------- | --------- | --------- | ------------------ | ---------------------------------------- | -------- |
| 1.  | 28. September 1986 | Tulsa   | WTA       | Hartplatz | Dinky Van Rensburg | Swetlana Parchomenko Laryssa Sawtschenko | 7:6, 7:5 |

#### Finalteilnahmen
| Nr. | Datum            | Turnier      | Kategorie   | Belag     | Partnerin        | Finalgegnerinnen              | Ergebnis |
| --- | ---------------- | ------------ | ----------- | --------- | ---------------- | ----------------------------- | -------- |
| 1.  | 3. Februar 1985  | Marco Island | WTA         | Hartplatz | Bonnie Gadusek   | Kathy Jordan Elizabeth Smylie | 3:6, 3:6 |
| 2.  | 27. Oktober 1991 | San Juan     | WTA Tier IV | Hartplatz | Sabine Appelmans | Rika Hiraki Florencia Labat   | 3:6, 3:6 |

## Grand-Slam-Ergebnisse

### Einzel
| Turnier         | 1982 | 1983 | 1984 | 1985 | 1986 | 1987 | 1988 | 1989 | 1990 | 1991 | 1992 | 1993 |
| --------------- | ---- | ---- | ---- | ---- | ---- | ---- | ---- | ---- | ---- | ---- | ---- | ---- |
| Australian Open | 1R 1 | 2R 1 | 1R 1 | 1R 1 | —    | 3R   | 1R   | 3R   | 1R   | —    | —    | 1R   |
| French Open     | —    | 2R   | HF   | 2R   | 3R   | 3R   | 1R   | 1R   | 3R   | —    | —    | —    |
| Wimbledon       | —    | 3R   | 3R   | 2R   | 2R   | 2R   | 1R   | 1R   | 2R   | —    | —    | —    |
| US Open         | 1R   | 1R   | 1R   | 3R   | 3R   | 2R   | 1R   | 3R   | 2R   | —    | 1R   | —    |

### Doppel
| Turnier         | 1983 | 1984 | 1985 | 1986 | 1987 | 1988 | 1989 | 1990 | 1991 | 1992 | 1993 | 1994 |
| --------------- | ---- | ---- | ---- | ---- | ---- | ---- | ---- | ---- | ---- | ---- | ---- | ---- |
| Australian Open | AF 1 | AF 1 | 1R 1 | —    | 1R 1 | VF   | 1R   | 2R   | —    | 2R   | 1R   | 1R   |
| French Open     | 1R   | VF   | 1R   | 1R   | 1R   | AF   | AF   | 1R   | 1R   | 1R   | —    | 1R   |
| Wimbledon       | 1R   | AF   | 2R   | 1R   | 1R   | 2R   | 1R   | 1R   | 1R   | 1R   | 1R   | 1R   |
| US Open         | 1R   | 1R   | 2R   | 2R   | 1R   | 1R   | —    | 1R   | AF   | 1R   | —    | —    |

Q (Qualifikation), 1R (1. Runde), 2R (2. Runde), 3R (3. Runde), AF (Achtelfinale), VF (Viertelfinale), HF (Halbfinale), F (Finale), S (Sieg).

## Jahresendplatzierungen

### Einzel
| Jahr | 1983 | 1984 | 1985 | 1986 | 1987 | 1988 | 1989 | 1990 | 1991 | 1992 | 1993 | 1994 | 1995 |
| Rang | 050  | 033  | 062  | 079  | 067  | 090  | 092  | 138  | 220  | 246  | 277  | 243  | 413  |